# Wiederholung (Lernmethode)
Wiederholung, auch Repetition oder Rekapitulation, hat in Lernmethoden (Theorie) und Arbeitsmethoden (Praxis) den Zweck, das Gelernte zu manifestieren und zu perfektionieren. Ziel hierbei ist es, die Verbindungen innerhalb der neuronalen Netze zu festigen, über die im Gehirn Informationen abgelegt werden. Klaus Grawe verglich dieses Verfahren mit einem Trampelpfad, der durch seine häufige Nutzung immer breiter wird und am Ende eine sprichwörtliche Autobahn darstellt. Dass bereits den Römern zumindest die Wirkung dieses Vorgangs bewusst war, erkennt man am Sprichwort Repetitio est mater studiorum („Wiederholung ist die Mutter der Studien“), dessen Ursprung dem römischen Dichter Horaz zugeschrieben wird. Als Lehrpraxis ist die Quaestio in der Scholastik üblich gewesen.
Eine Vielzahl von Techniken und Vorgängen basiert auf diesem Prinzip, darunter:
- Auswendiglernen
- Konditionierung (Pawlowscher Reflex, Neuro-Linguistisches Programmieren)
- Bewegungslernen
- Repetitio (rhetorisches Stilmittel)
- 4-Stufen-Methode
- Gewöhnung
- Dressur bei Tieren